# Бой при Лошнице
Бой при Лошнице — боестолкновение авангардов русской армии Чичагова (под командованием генерал-майора графа П. П. Палена) и французского корпуса маршала Удино (под командованием бригадного генерала барона Кастекса), произошедшее 11 (23) ноября восточнее Борисова у Лошницы. Сражение было одним из серии боёв русских частей при Березине с отступающими за пределы Российской империи войсками Наполеона. В этом бою русский авангард уступил противнику. Французы заняли город Борисов. Однако данное столкновение фактически стало «разведкой боем»: выяснилось, что армия Чичагова оказалась намного сильнее, чем ожидалось.   

## Предыстория
10 (22) ноября, прибывший в захваченный русскими войсками Борисов командующий  Дунайской армии адмирал Чичагов, назначив вместо раненого генерал-адъютанта К. О. Ламберта начальником авангарда генерал-майора графа П. П. Палена, приказал тому выступить на Лошницу на рассвете следующего дня. 
20 ноября 1812 года остатки Великой армии выступили из Орши к Борисову. Наполеон намеревался переправиться через Березину у Борисова и далее следовать на Минск. Пробившись к Минску, он «вошёл бы в соприкосновение с войсками корпуса Шварценберга». 22 ноября в местечке Толочин Наполеон получил донесение о занятии Борисова войсками армии Чичагова. Положение Наполеона «стало отчаянным». С севера его войска у Холопеничей теснил Витгенштейн, с востока — Главная армия Кутузова, с юга — армия Чичагова. Расположение русских  войск не позволяло Наполеону повернуть ни в сторону  Черея и далее на  Вильно, ни в сторону Минска. Чичагову «оставалось охранять течение Березины от Веселово до Уши» и ждать подхода передовых войск армии Кутузова и корпуса Витгенштейна. Учитывая обстановку, Наполеон приказал Удино немедленно занять Борисов и приступить к устройству нескольких переправ через Березину. 
22 ноября офицер конного разъезда Дунайской армии в местечке Холопеничи передал Витгенштейну  записку от русского генерала графа Ланжерона, в которой сообщалось, что армия Чичагова заняла позиции на Березине. Чичагов приглашал Витгенштейна соединиться с ним 24 или 25 ноября на левом берегу Березины у оршской дороги.

## Силы сторон
Русский отряд генерала Палена
- 7-й, 13-й, 14-й и 38-й егерские полки
- Александрийский гусарский полк
- Арзамасский, Стародубовский и Житомирский драгунские полки
- Пять казачьих полков
- Две конные артиллерийские роты
  - Всего приблизительно 2 800 человек и 24 орудия

Примечание
Штатная численность только пяти пятисотенных казачьих полков должна была составлять 2 500 человек.

Поэтому разумно предполагать, что гусарский и два драгунских полка были представлены единичными эскадронами.
Французский отряд генерала Кастекса
- 7-й, 23 и 24-й конноегерские полки собственной бригады Кастекса
- 20-й конноегерский и 8-й шеволежерский полки только что вернувшейся к своему корпусу 6-й лёгкой кавалерийской бригады генерала Корбино
- 4-й кирасирский полк из 3-й тяжёлой кавалерийской дивизии генерала Думерка
- Польские 6-й пехотный, 2 и 7-й уланские полки из дивизии Домбровского
- Остатки польского отряда полковника Коссаковского (стрелки и кавалеристы; ?)
  - Всего 3 600 человек (2 500 штыков и 1 100 сабель)  при 12 орудиях.

## Ход боестолкновения
23 ноября Чичагов в 6 утра направил отряд под командованием графа Палена в направлении на селение Лошница к оршской дороге с тем, чтобы произвести разведку, открыть сообщение с армией Витгенштейна и одновременно осуществить фуражировку. Квартирьерам Палена у селения Лошница удалось захватить двух пленных, которые показали, что армия Наполеона находится от Лошницы всего в одном переходе.  Пален доложил Чичагову и запросил подкрепление.  Чичагов не придал докладу особого значения и приказал Палену занять Лошницу. Он считал, что ещё рано ожидать подхода крупных сил противника. 
В  3 верстах от селения Лошницы Пален наткнулся на авангард корпуса Удино, усиленный кавалерией Домбровского.
Между сторонами завязался бой. Противник, постоянно оказывая давление, усиливался. Отряд Палена стал шаг за шагом отступать к Борисову. Неоднократно пехота Палена осуществляла штыковые контратаки. Неприятель ввел в бой кавалерию. Русская пехота вынуждена была рассредоточиться по опушке леса, которая находилась по левую сторону дороги. Конная артиллерия на отвозах отступала по самой дороге и производила беспрерывный картечный огонь. Пален, осуществляя кавалерийские контратаки, медленно отступал. Он несколько раз посылал донесения Чичагову с просьбой о помощи. Однако, Чичагов сохранял спокойствие и не принимал никах действий.  С каждым часом  напор неприятеля становился более ожесточенным.  Опасаясь потерять артиллерию, Пален «приказал ей отступать сквозь кавалерию», которая удерживала французов. Между тем, неприятель начал кавалерийскую атаку густыми колоннами 2 и 7 уланскими полками Домбровского. Атака опрокинула русскую кавалерию и отрезала егерские полки.
В 2 часа пополудни генерал Кастекс подошел к Борисову (расположен на левом берегу).
Только в этот момент Чичагов понял нависшую угрозу и приказал экстренно отступать. При этом «не было принято никаких мер для упорядоченного отступления». Граф Пален более 5 часов сдерживал натиск неприятеля, предоставляя время для устройства надежного заслона. Однако, к сожалению, «безответственная самонадеянность  Чичагова»  привела к беспорядочному отступлению частей Дунайской армии на правый берег Березины и к потери Борисова.

## Итог
Город Борисов был занят французскими частями. Мост через Березину был разрушен. Генера-майор Щербатов успел развернуть батарею на дороге в Оршу за речкой Сха.  По счастливому стечению обстоятельств, войска и артиллерия благополучно перешли на правый берег Березины и заняли укрепленный  тет-де-пон. В самом городе были потеряны: обоз армии, вся канцелярия главнокомандующего. Многие раненые и больные погибли от пожара. К вечеру 24 ноября Главная квартира французской армии разместилась в  селении Лошница.  Уход Чичагова на правый берег Березины сделал практически невозможным соединение армии Витгенштейна с Дунайской армией у дороги на Оршу.
24 ноября Чичагов после неудачного боестолкновения восстановил порядок в армии, основная масса которой сосредоточилась на правом берегу Березины у Борисовского тет-де-пона.  Отряду  Чаплица  было предписано идти к местечку Брили, занять Зембин и «расположить сильные наблюдательные посты вверх по течению» Березины относительно Борисова. С той же целью граф Орурк был направлен вниз по течению Березины к местечку Уша. 
Прибывший вечером 24 ноября от Удино к Наполеону офицер для поручений  Мортемар доложил, что армия Чичагова оказалась намного сильнее, чем ожидалось и устроить переправы через Березину у Борисова будет сложно.